# Breakout (musikalbum)
Breakout är ett musikalbum av den amerikanska sångerskan Miley Cyrus, utgivet den 22 juli 2008. Albumet innehåller singlarna "7 Things", "Fly On The Wall", covern "Girls Just Wanna Have Fun", samt en remix av Cyrus succésingel "See You Again".

## Låtförteckning
1. Breakout – 3:26
2. 7 Things – 3:33
3. The Driveway – 3:43
4. Girls Just Wanna Have Fun – 3:06
5. Full Circle – 3:14
6. Fly On the Wall – 2:31
7. Bottom of the Ocean – 3:15
8. Wake Up America – 2:46
9. These Four Walls – 3:28
10. Simple Song – 3:32
11. Goodbye – 3:50
12. See You Again (Rock Mafia Remix) – 3:16